# Charrey-sur-Seine
Charrey-sur-Seine település Franciaországban, Côte-d’Or megyében. Lakosainak száma 137 fő (2022. január 1.). Charrey-sur-Seine Mussy-sur-Seine, Obtrée, Villers-Patras, Pothières, Autricourt, Chaumont-le-Bois, Gomméville, Grancey-sur-Ource és Noiron-sur-Seine községekkel határos.

## Népesség
A település népességének változása:
| Lakosok száma | 193  | 190  | 154  | 130  | 170  | 151  | 145  | 140  | 137  | 137  |
|               | 1968 | 1982 | 1990 | 2006 | 2013 | 2015 | 2017 | 2019 | 2020 | 2022 |